# Rosaleen Norton
Rosaleen Miriam Norton, detta Roie (Dunedin, 2 ottobre 1917 – Sydney, 5 dicembre 1979), è stata un'artista e occultista australiana, aderì a una forma di stregoneria neopagana panteistica devota al Dio Pan.
Ha vissuto gran parte della sua vita nella zona bohémien  di King Cross a Sydney che l'ha portata a essere chiamata "La Strega di King Cross" in alcuni tabloid, e da dove ha portato la sua congrega di streghe.
I suoi quadri, che sono stati confrontati con quelli dell'occulto artista britannico Austin Osman Spare, spesso raffigurano immagini di entità soprannaturali come divinità pagane e demoni, a volte coinvolti in atti sessuali. Questo causò particolari polemiche nell'Australia durante gli anni quaranta e cinquanta, quando il paese era "politicamente e socialmente conservatore" con il cristianesimo come fede dominante e in un momento in cui il governo "ha promosso una dura presa di posizione sulla censura". Per questa ragione la polizia rimosse alcuni dei suoi lavori alle mostre, confiscò libri che contenevano le sue immagini e la perseguirono diverse volte per oscenità pubbliche.
Più tardi, secondo il suo biografo Nevill Drury, " Le credenze esoteriche, la cosmologia e l'arte visionaria sono tutti strettamente collegati e riflettono l'approccio unico della Norton per l'universo magico." È stata ispirata da "The 'night' side of magic", sottolineando l'oscurità e studiando il Qliphoth, accanto a forme di magia sessuale che aveva imparato dall'occultista inglese Aleister Crowley.

## Biografia
Primi anni di vita: 1917-1934

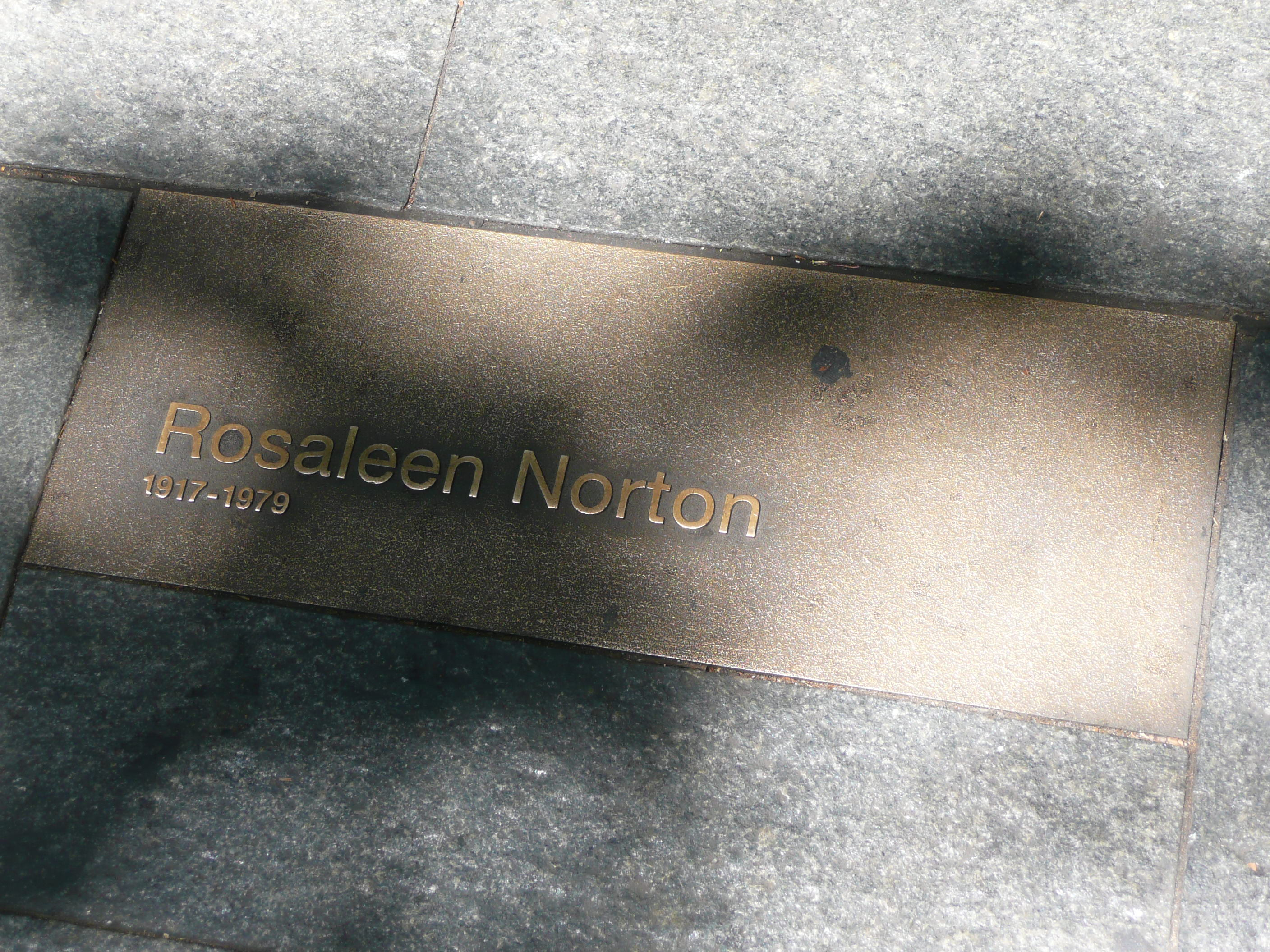
Placca commemorativa a Rosaleen Norton, Sydney

Norton è nata a Dunedin, Nuova Zelanda, durante una tempesta, circa alle 4:30 del mattino, da una famiglia inglese di classe media anglicana che si era trasferita nel paese un certo numero di anni prima. Era la terza di tre sorelle e i suoi fratelli, Cecily and Phyllis, erano più grandi di lei di un decennio. Più tardi nella vita lei avrebbe affermato di essere nata strega, con determinate caratteristiche biologiche, ovvero orecchie a punta, segni blu sul ginocchio sinistro e un filo di carne che pendeva dal suo corpo. All'età di 8 anni, nel giugno del 1925, la sua famiglia emigrò a Sidney, in Australia e si stabilirono a Wolseley Street, Lindfield. Da bambina, non ha mai voluto essere convenzionale, e non amava la maggior parte dei suoi coetanei, così come le figure di autorità, compresa sua madre Beena, con la quale aveva un rapporto molto teso. Suo padre Albert, che era un marinaio, era regolarmente lontano da casa, anche se percepiva un reddito sufficiente in modo che i Nortons erano in grado di vivere comodamente. Tuttavia Rosaleen avrebbe descritto questo periodo della sua vita come "un generale periodo faticoso di parole d'ordine senza senso, adulti indiscreti, bambini detestabili o depressi che si supponesse avrebbero dovuto piacermi, e rimproveri dei genitori". A causa di questo, si teneva tutto per sé, non dormiva in casa ma per tre anni dormì in una tenda che aveva piantato in giardino, teneva all'ingresso un ragno da compagnia chiamato Horatius, così come altri animali domestici tra cui gatti, tartarughe, rospi, lucertole, cani e una capra.
Norton fu iscritta in una scuola-chiesa inglese per ragazze, dove fu espulsa per essere distruttiva e disegnare immagini di demoni, vampiri e altri essere simili che gli insegnanti temevano dessero un'influenza negativa agli altri alunni, successivamente iniziò a frequentare L'East Sidney Technical College, studiando arte sotto l'insegnamento dello scultore Hoff Rayner, un uomo che ha incoraggiato molto il suo talento e che lei ammirava molto.
Gli inizi della carriera: 1935-1948
Dopo gli studi d'arte all'università, nel 1934 quando aveva 16 anni, Rosaleen si impose di diventare una scrittrice professionista, con la pubblicazione sul giornale Smith's Weekly di storie dell'orrore, dopodiché il giornale le diede il ruolo di giornalista cadetta e poi di illustratrice. Tuttavia, le sue illustrazioni grafiche venivano giudicate troppo controverse e perse il lavoro. Successivamente dopo la morte di sua madre se ne andò dalla casa della sua famiglia e trovò un impiego come modella per artisti, lavorando per pittori come Norman Lindsay. Oltre a questo fece altri lavori, come cameriera e designer di giocattoli. Nel frattempo, aveva preso una stanza in una nave al Mermaid Inn, che si affacciava a Circular Quay, Sidney, dove ha iniziato la lettura di diversi libri sul tema della tradizione esoterica occidentale, incluse quelle sulla demonologia, il Qabalah e la religione comparata.
Nel 1935, conobbe un uomo di nome Beresford Conroy e si sposarono il 14 dicembre 1940, partirono poi per un viaggio in autostop in Australia, da Sidney a Melbourne, e via fino a Brisbane e Cairns. Tornati a Sidney, Conroy fu arroluato in un commando e se andò in Nuova Guinea durante la seconda guerra mondiale, al suo ritorno, Rosaleen, che durante questo periodo era stata costretta a vivere in una stalla, chiese il divorzio, e nel 1951 lo ottenne. Sola ancora una volta, si stabilì in una pensione conosciuta come Merangaroo nella zona di Rocks, che lei scelse per il suo "eccentrico di vita in comune". Tornò a cercare lavoro come illustratrice e fu assunta in una rivista di libero pensiero chiamata Pertinent, fondata nel 1940 e curata dal poeta Leon Batt. Batt, sempre influenzato da temi pagani, ammirava molto il lavoro della Norton e la descrisse come "un'artista degna di confronto con alcuni dei migliori contemporanei continentali, inglesi e americani".
Gavin Greenlees e la mostra di Melbourne: 1949-1950
Mentre lavorava al Pertinet incontrò un uomo più giovane di lei di nome Gavin Greenlees (1930-1983). Egli era cresciuto in una famiglia di classe media, dove aveva sviluppato un precoce interesse per il surrealismo ed era diventato un poeta di discreto successo, con i suoi lavori pubblicati su quotidiani come ABC Weekly e Australia Monthly. A metà del 1949 erano diventati buoni amici e andarono in autostop a Melbourne, alla ricerca di un luogo in cui Norton potesse esporre una mostra della sua arte. Scelsero l'University of Melbourne's Rowden White Library, dove 46 dei suoi dipinti, tra cui Mondi senza tempo, Merlino, Lucifero e L'Iniziato sono state messe in mostra pubblica. Tuttavia, la mostra non andò bene, e solo due giorni dopo che era stata aperta, gli agenti di polizia rimossero 4 dipinti ritenuti osceni: Witches' Sabbath, Lucifero, Triumph e Individuation. La Norton è stata successivamente incriminata ai sensi della legge sui reati emanata nel 1928. Al caso giudiziario, tenutosi al Melbourne's Carlton Court, è stata difesa da A.L. Abrahams, il quale sosteneva che le immagini della recente pubblicazione La storia della magia sessuale, un libro che i censori australiani avevano permesso, era di natura molto più oscena dei dipinti di Rosaleen. Vinse la causa e fu risarcita di £4/4/ dal dipartimento di polizia.
Kings Cross and Walter Glover: 1951-1954
Superato il fastidio legale, Rosaleen e Greenless (che erano diventati amanti), tornarono a Sidney, dove si trasferirono in una casa al 179 di Brougham Street. Erano nella zona conosciuta come Kings Cross, che al tempo era noto per essere un quartiere a luci rosse e l'alloggiamento di persone che avevano uno stile di vita bohémien, in particolare artisti, scrittori e poeti. Qui la Norton fu associata a molti locali, tra cui Dulcie Deamer, the "Queen of Bohemia", il cui libro di poesie, Il Ramo D'argento, includeva delle immagini della Norton. Molti dei cafè locali della zona, come L'Arabian, hanno mostrato alcune delle sue opere d'arte, e divenne una figura ben nota a Kings Cross.
Sempre più visitatori curiosi vollero visitare la casa di Rosaleen e Greenless, che avevano decorato con murales occulti e sulla porta c'era un cartello con la scritta: "Benvenuti nella casa dei folletti, fantasmi, streghe, vampiri, lupi mannari, maghi e poltergeist". La coppia, è vista dai locali come eccentrica, fece amicizia anche con alcuni ufficiali di polizia, anche se in molti ancora disapprovavano la loro attività, e cercavano accuse penali da rivolgere contro di loro. Nel settembre del 1951, arrestarono la coppia di vagabondaggio (un'accusa che potrebbe essere etichettata a chiunque, senza un lavoro fisso). Tuttavia, un editore noto come Walter Glover andò in loro aiuto, offrendo loro un'occupazione come suoi assistenti. Dopo avere visto esempi di lavoro della coppia, ha poi deciso di pubblicare un libro che contiene una combinazione di opere d'arte di Rosaleen e le poesie di Greenless.
Il risultato è stato pubblicato come The Art of Rosaleen Norton nel 1952, e conteneva dipinti come Black Magic, Rites of Baron Samedi e un'immagine raffigurante il demone cornuto Fohat, con un serpente al posto del suo fallo, le poesie di Greenless furono incluse nel The Angel of Twizzari e Esoteric Study. Limitato a una serie di 500 copie, The Art of Rosaleen Norton, furono prodotti in alta qualità, ogni edizione veniva rilegata in pelle rossa con blocco d'oro. Il libro alla sua uscita causò una grande quantità di polemiche, e Glover fu accusato dalla polizia per la produzione di una pubblicazione oscena, con la Norton che fu chiamata in tribunale per spiegare la natura delle sue opere. Il giudice stabilì che due delle immagini del libro, The Adversary e Fohat, era qualificata come oscena secondo la legge australiana, e che dovevano essere eliminate da tutte le copie esistenti del libro. Le autorità degli Stati Uniti furono ancora più severe, e distrussero tutte le copie dei libri che furono importati nel loro paese. La controversia aiutò molto la notorietà del lavoro della Norton, anche se l'intera faccenda fece andare in bancarotta Glover, perché il rilegatore Alan Cross non avrebbe mai pagato.
Tabloid sensazionalistici e Sir Eugene Goossens: 1955-1959
Nel 1955, una vagabonda malata di mente di nome Anna Karina Hoffman, al suo processo sostenne che la sua vita era andata in pezzi partecipando a una messa nera satanica di Rosaleen Norton, una notizia che fu raccolta dai tabloid sensazionalistici. La Norton, che non hai mai detto di essere una satanista, ma una pagana, negò queste affermazioni e Hoffman più tardi ammise che se le era inventate. Tuttavia, ormai la stampa aveva raccolto l'immagine della Norton come un'adoratrice del diavolo, e raccontato storie intorno al concetto, per esempio sostenendo che la Norton praticava sacrifici di animali, una pratica che in realtà lei stessa aborriva.
Con questa pubblica protesta contro il suo lavoro, la polizia riprese ad agire contro di lei e quelli che la sostenevano. Nel 1955 arrestarono il titolare di un ristorante locale, Il Kashmir, per la visualizzazione delle opere della Norton in pubblico. Nello stesso anno, la polizia irruppe nella casa di Rosaleen e Greenless e li accusarono di compiere "un atto contro natura sessuale", la prova era una foto che ritraeva Greenless in abito rituale che flagellava i glutei della Norton. Successivamente fu rilevato che le foto erano state scattate alla festa di compleanno della Norton, e rubate da due membri della loro congrega, Francesco Höner Ager e Raymond, che prevedevano di venderle al quotidiano Sun per £200.
Nel frattempo, il compositore inglese di musica classica e direttore d'orchestra Sir Eugene Goossens (1893-1962), che era allora in Australia e aveva un interesse per l'occulto, lesse una copia di The Art of Rosaleen Norton e decise di scrivere una lettera all'artista. Lei lo invita ad incontrarsi, e insieme a Gavin Greenless, divennero amici e amanti. Nel marzo del 1956, Goossens fu arrestato tentando di portare 800 fotografie erotiche, alcuni film e maschere rituali, in Australia da Londra, è stato accusato in base alla sezione 233 della legge doganale. In tribunale si è dichiarato colpevole di avere portato opere "blasfeme, indecenti o osceni" nel paese ed è stato multato di 100 sterline. Si dimise dalla Sydney Symphony Orchestra e dal New South Wales Conservatorium, tornò quindi in Gran Bretagna, dove la sua carriera finì in disgrazia. Il rapporto con la Norton finì, e anche Greenless crollò e fu ricoverato all'ospedale Callan Park per schizofrenia. La Norton continuò a visitarlo e sostenerlo, nel 1964 fu lasciato in liberà provvisoria, ma in un attacco di schizofrenia tentò di uccidere la Norton prima di riessere ammesso in ospedale. Avrebbe dovuto essere dimesso nel 1983, circa 4 anni dopo la morte di Rosaleen.
Vita successiva: 1960-1979
Alla fine del 1950 l'attenzione dei tabloid si era intensificata sulla Norton, i turisti provarono ad entrare nella sua zona a cercarla. Nonostante la stregoneria era ancora illegale in Australia (il British Witchcraft Act del 1735 era stato abrogato in Inghilterra nel 1951, ma solo in questo Stato fu abrogato nel 1971), la Norton dichiarò apertamente di essere una strega. Cercò di spiegare le sue ragioni agli intervistatori, sottolineando la sua fede nel panteismo. Oltre a vendere i suoi quadri, faceva anche stregoneria per integrare il suo reddito.
Per un breve periodo, la Norton si trasferì a vivere con la sorella Cecily, uno dei pochi membri della famiglia con cui andava d'accordo, nel suo appartamento a Kirribilli, anche se nel 1967 tornò a Kings Cross, prendendo la residenza in una casa abbandonata nella zona degradata di Bourke Street. In seguito si trasferì in un blocco di appartamenti a Roslyn Gardens, accompagnata dai suoi animali dove ha iniziato a vivere una vita più solitaria e privata, evitando l'attenzione dei media dei decenni precedenti.
Morì nel 1979 di cancro al colon nell'ospizio Cattolico Sacro Cuore di Roma a Sidney per i moribondi, pagana fino alla morte, adorando il Dio Pan. Una targa a lei dedicata è stata installata a Kings Cross, nella Darlinghurst Road.
Vita privata
Anche se i suoi rapporti sessuali principali nella vita erano con uomini, Norton era bisessuale, e presumibilmente avrebbe goduto di tutte le forme di attività sessuale con uomini e donne, tra bondage e sadomaschismo. Era nota anche per avere rapporti sessuali con uomini omosessuali, ritenendo che in tali situazioni si poteva avere il ruolo attivo. Era impegnata anche in magia sessuale tra la sua congrega, avendo imparato molto su di essa dagli scritti di Alesteir Crowley e da Goossens.